# Deniz Haimerl
Deniz Haimerl (* 19. März 2003 in München) ist ein deutscher Fußballspieler.

## Karriere
Nach seinen Anfängen in der Jugend des FC Bayern München wechselte er im Sommer 2017 in die Jugendabteilung der SpVgg Unterhaching. Nachdem er für seinen Verein 25 Spiele in der B-Junioren-Bundesliga bestritten hatte, kam er dort auch zu seinem ersten Einsatz im Profibereich, als er am 1. Juli 2020, dem 37. Spieltag, beim 2:2-Heim-Unentschieden gegen den FC Carl Zeiss Jena in der 66. Spielminute für Jannik Bandowski eingewechselt wurde. Im Sommer 2022 wechselte er zum FC Augsburg II. Nach 2 Jahren schloss er sich im Sommer 2024 Türkgücü München an.